# Menandre II

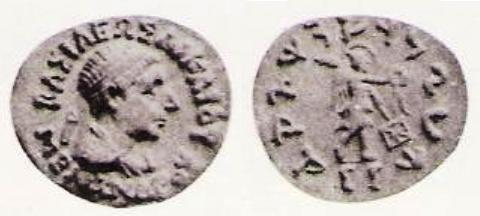
Moneda de Menandre II

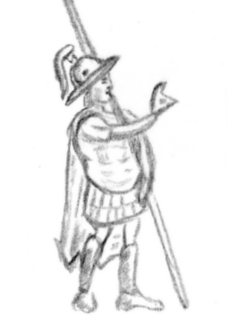
Oficial indogrec en una moneda de Menandre II), vers 90 aC.

Menandre II "el Just" (Menander Dikaios) fou un rei indogrec que va governar a Aracòsia i Gandhara al nord del modern Pakistan. Osmund Bopearachchi el situa vers 90–85 aC, mentre que R. C. Senior el retarda fins al 65 aC; en aquest darrer cas, Menandre II governaria els territoris que van quedar als indogrecs després de la invasió de Maues.
Menandre II Dikaios pertanyia probablement a la dinastia de Menandre I Sòter, el més gran dels reis indogrecs; fa uns anys es pensava que només hi havia un rei Menandre doncs les representacions de les cares de Menandre I i II són prou similars i Menandre II fou un budista devot el que reforçava la seva identificació amb Menandre I, convers al budisme segons el document budista anomenat Milinda Panha. No obstant el nom de Menandre devia ser popular als regnes indogrecs i, per tant, susceptible de ser emprat per reis no lligat per parentiu, i certament les monedes avui assenyales com de Menandre II no s'assemblen a les de Menandre I ni a altres reis com Estrató I que haurien estat membres d'aquesta dinastia. Senior el lliga amb el rei Amintes Nicator amb el que comparteix diversos monogrames i fins i tot certes similituds facials com un nas en punta i una barbeta retirada; també suggereix una relació propera amb el rei mig escita Artèmidor Anicet, fill de Maues, ja que les monedes d'ambdós són de tipus similars i algunes vegades foren trobades juntes. Hi ha una possibilitat que Menandre II fos el rei que es va convertir al budisme, el Milinda (Menandre) esmentat al Milinda Panha, però té pocs partidaris, ja que Plutarc relata que el rei conqueridor Menandre I fou el que va rebre l'honor d'enterrament, cosa que cal interpretar com enterrament en una stupa. No hi gaires dubtes que Menandre II era budista però fou un rei secundari i no és gaire probable que fos el Milinda protagonista del Milinda Panha.

## Monedes
Les monedes de Menandre II porten la inscripció grega Menandre el Just i l'índia "Rei del Dharma" en kharoshti, el que suggereix la seva adopció del budisme. Menandre va encunyar monedes índies de plata; allí apareix amb diadema o casc del tipus de Menandre I, amb diversos revers:
- Un rei a cavall
- Nice
- Zeus assegut del tipus de les monedes d'Antialcides i Amintas Nicator però amb una roda budista de vuit rais afegida.

Les monedes de bronze mostren Atenea dreta amb llança i branca de palmera, escut als seus peus, fent un geste de benedicció amb la mà dreta, similar al budista vitarka mudra. Altres varietats mostren al rei fent el mateix gest. Al revers un lleó, símbol de budisme, o bé els pilars del rei maurya Asoka. Un rei contemporani, l'indoescita Maues, va representar el lleó budista en les seves monedes (vers 85 aC) 
Es pot dir que en el conjunt de reis indogrecs hi ha poques monedes de Menandre II el que indicaria un regnat no gaire llarg.